# Dreamatorium
Dreamatorium es el primer álbum del guitarrista Buckethead bajo el nombre de Death Cube K (anagrama de Buckethead), el álbum fue lanzado el 13 de mayo de 1994 por el sello disquero Strata records.
En algunas versiones del álbum, la primera canción aparece como información de computador para que el álbum actual empiece en la canción 2.

## Canciones
1. Land Of The Lost – 10:02
2. Maps Of Impossible Worlds – 7:15
3. Terror By Night – 7:10
4. Maggot Dream – 5:09
5. Dark Hood – 12:40

## Créditos
- Buckethead - Guitarra
- Bill Laswell - Bajo
- Robert Musso junto a Layng Martine - Técnicos
- John Matarazzo - Realización
- Robert Soares - Coordinación
- Norman Saul - Diseño de Systemas